# 托尔德·维克斯滕
托尔德·维克斯滕（瑞典語：Tord Wiksten，1971年6月30日—），瑞典男子冬季两项运动员。他曾代表瑞典参加1992年、1998年和2002年冬季奥林匹克运动会冬季两项比赛，获得一枚铜牌。